# 宸英太后
宸英太后（越南语：／，?—?），是越南李朝時期第五任皇帝李神宗李阳焕的义母。
宸英太后姓氏不詳，天順元年（1128年）春正月丙戌朔，改元大赦。李神宗尊義母宸英夫人爲皇太后。
五月，度老兵都曹武袋等四人爲僧，下詔蠲免宸英太后同族百人于藉。宸英太后卒年不详。